# Rhaphiomidas brevirostris
Rhaphiomidas brevirostris är en tvåvingeart som beskrevs av Mont A. Cazier 1954. Rhaphiomidas brevirostris ingår i släktet Rhaphiomidas och familjen Mydidae.
Artens utbredningsområde är Arizona. Inga underarter finns listade i Catalogue of Life.